# Sauris nigricincta
Sauris nigricincta är en fjärilsart som beskrevs av W. Warren 1896. Sauris nigricincta ingår i släktet Sauris och familjen mätare. Inga underarter finns listade.